# 岸町 (東京都北區)
岸町（日语：／ Kishimachi */?）是東京都北區的町名。

## 地理
位於東京都北區地理中央，為南北狹長的町。東北臨東十條，東南接王子，南連西原，西南通王子本町，西北鄰中十條。
町域東邊以JR鐵道路線為界，北端與南端有鐵路車站。

## 歷史
岸原本是荒川右岸一帶的村名。1322年（元亨2年），因勸請王子神社，村名改為王子村，当時稱作岸稻荷的王子稻荷神社周邊仍保留「岸」的地名。江戶時代有王子村小名岸、岸之上兩個地名。
岸、岸之上在明治時代以後仍保留在王子村的字、王子村大字王子小字、王子町大字王子小字。1932年（昭和7年），王子町編入東京市，為王子區王子町，行政地名「岸」暫時消失。1939年（昭和14年），王子町、下十條町各一部分合併成立為岸町。1963年（昭和41年）實施住居表示。

## 交通

### 鐵道
町域內沒有鐵路車站，可步行利用以下各站。
- 東日本旅客鐵道（JR東日本）
  - 京濱東北線：王子站，東十條站
- 東京地下鐵
  - 南北線：王子站
- 東京都交通局
  - 荒川線：王子站前停留場

### 道路
東西向的東京都道455號本鄉赤羽線貫穿町域。

## 設施
由於町域狹小，町內沒有大型設施，較大的設施有名主之瀧公園。
- 北區立十條台小學校 - 部分校地在町域內。
- 岸町二丁目町會會館
- 名主之瀧公園（日语：名主の滝公園）
- 中央工學校（日语：中央工学校） - ５號館。
- ACT情報體育保育專門學校（アクト情報スポーツ保育専門学校）
- 金輪寺
- 王子稻荷神社

## 備註
1. ↑  人口統計表（平成26年08月1日現在） 的存檔，存档日期2014-08-19.

## 外部連結
- 北區網站 （页面存档备份，存于）